# Home a/s

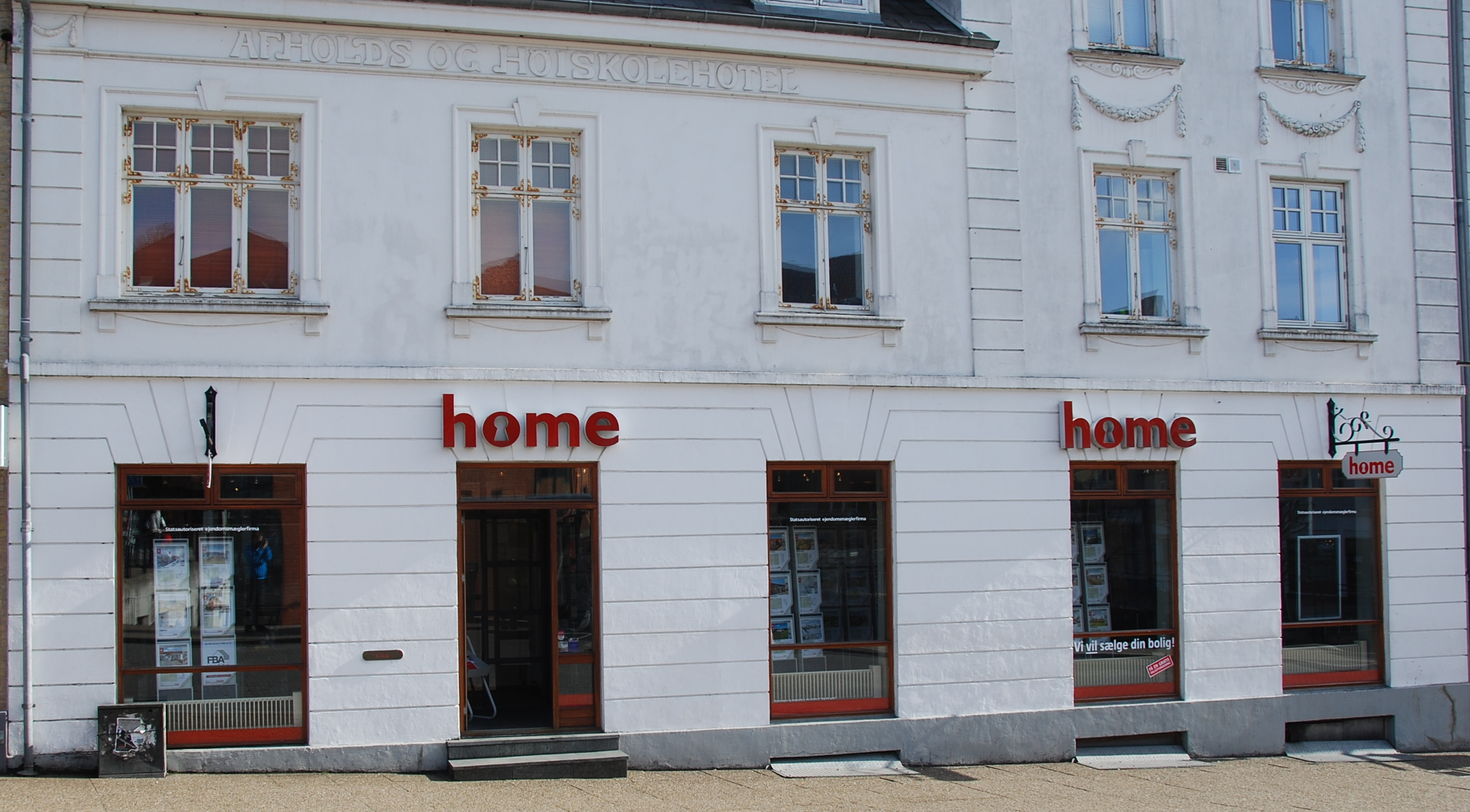
Home in Viborg. (Foto: Lars Schmidt)

home a/s es una cadena danesa de agencias inmobiliarias, propiedad al 100% de Danske Bank, el mayor banco de Dinamarca. Fue puesta en funcionamiento el 1 de enero de 1990, y para 2005 controlaba aproximadamente un cuarto del mercado inmobiliario danés.

## Patrocinio deportivo
La compañía patrocinó un equipo ciclista durante dos temporadas (1998-1999). En el momento del abandono de dicho patrocinio la empresa citó las sospechas de dopaje como motivo.